# Poligny (Aube)
Poligny település Franciaországban, Aube megyében. Lakosainak száma 58 fő (2022. január 1.). Poligny Chauffour-lès-Bailly és Marolles-lès-Bailly községekkel határos.

## Népesség
A település népessége az elmúlt években az alábbi módon változott:
| Lakosok száma | 42   | 36   | 32   | 57   | 67   | 65   | 64   | 62   | 61   | 58   |
|               | 1968 | 1982 | 1990 | 2006 | 2013 | 2015 | 2017 | 2019 | 2020 | 2022 |